# Œ
Ne doit pas être confondu avec la petite capitale OE, la lettre cyrillique Œ, ni avec la marque de vins Oé.
Cette page contient des caractères spéciaux ou non latins. S’ils s’affichent mal (▯, ?, etc.), consultez la page d’aide Unicode.
Œ, minuscule œ, est une ligature utilisée en latin médiéval et moderne, ainsi qu’en français, en anglais, en vieux norrois et dans plusieurs langues utilisant l’alphabet général des langues camerounaises comme le kom, le koonzime, le guemzek, le mbuko et le merey, ou des langues comme le mbandja ou le mono en République démocratique du Congo. Il est appelé en français o-e entrelacé, o e-dans-le-o, o e-dans-l’o, e-dans-l’o, o-e lié ou o-e collé. Dans le contexte anglophone, on peut l’appeler ethel ou œthel (du vieil anglais éðel, terme aussi utilisé pour la rune ōthalan), mais plus souvent O-E ligature tout simplement. Dans l’ordre alphabétique français, le Œ est classé comme la suite d’un O et d’un E indépendants.

## Linguistique

### En latin
La ligature de o et e est utilisée depuis le Moyen Âge. La combinaison oe forme une diphtongue en latin classique, notée [oe̯] dans l’alphabet phonétique international, avant d’être monophtonguée en [eː] dès l’époque de l’Empire romain. Elle apparaît dans quelques mots maternels (par exemple foedus, foeteo, coepi, coetus, moenia), et elle représente « οι » (oi) dans les emprunts de mots grecs.

### En français
En français, dans les « mots héréditaires », la combinaison œu se prononce [œ] (cœur, œuf, etc.) ou [ø] (nœud, œufs, etc.); œ se prononce [œ] dans le mot œil et ses dérivés.
Dans les emprunts provenant du grec (œsophage, Œdipe, œstrogène, etc.), œ se prononce [e] (voyelle mi-fermée antérieure non arrondie, beauté) ou [ɛ] (voyelle mi-ouverte antérieure non arrondie, cèpe), mais dans l’usage courant, la prononciation [ø] est devenue fréquente.
Une exception est le mot fœtus, qui vient du latin fētus et est écrit avec œ par une erreur étymologique.
Aussi œ se prononce [ø] ou [œ] dans certains mots venant des langues germaniques: œrsted, lœss.

#### Exemples de mots français contenant‹œ›
- Classiquement prononcé [e], mais aujourd’hui souvent dit [ø] : Œdipe[4], cœlacanthe, cœlentéré, fœtus, œcuménique, œdème, œdicnème, Œniadæ, œnochoé, œnologie, Œnone, œsophage, îles Phœnix (mais Phoenix (Arizona)) ;
- classiquement prononcé [ɛ], mais aujourd’hui souvent dit [œ] : œstrogène, œstrus ;
- digrammes prononcés [œ] : bœuf, cœur, chœur, mœurs, manœuvre, œuvre, œuf, sœur, œil, œillet, œrsted (du nom du physicien danois Hans Christian Ørsted) ;
- digrammes prononcés [ø] : bœufs, œufs, nœud, vœu.

#### Cacographies
Certains mots français comportent les lettres « o » et « e » non ligaturées et sont néanmoins parfois écrits avec un « œ » par erreur :
- coefficient, moelle ;
- certaines locutions latines : nullius dioecesis, ou tout aussi bien nullius diœcesis ;
- l'oiseau mythologique Phénix était anciennement orthographié Phœnix ;
- Loess est dérivé de l’allemand « Löss » (même sens, mot forgé au XIXe siècle), comme foehn l’est de l’allemand « Föhn ». Or c’est l’orthographe « lœss[5] » qui est retenue par les dictionnaires[6].

Il faut aussi éviter d'imposer la ligature dans des noms propres qui ne les prennent pas dans la langue d'origine, par exemple Goethe, Monroe, Schoenberg.

### En anglais
L’anglais transcrit par la ligature œ les emprunts au latin eux-mêmes dérivés de mots grecs comportant la diphtongue οι. Mais il fait de plus en plus appel dans ce cas à une graphie simplifiée par la lettre e, surtout aux États-Unis. Par exemple, on écrit aujourd’hui federal plutôt que fœderal en anglais britannique, tandis que l’anglais des États-Unis fait couramment usage de la graphie simplifiée diarrhea, là où l’on écrivait classiquement diarrhœa. Pour les mots qui ne sont pas passés à e, l'usage courant préfère aujourd’hui le digramme oe, suivi par les dictionnaires les plus récents.
En anglais, la prononciation de œ ou oe est généralement /iː/ en syllabe accentuée et /ɛ/ en syllabe non accentuée.

### En vieux norrois
La ligature œ est utilisée dans la graphie savante moderne du vieux norrois, pour représenter la voyelle longue /øː/, par opposition au caractère spécial ø, qui représente la voyelle brève /ø/.

### En allemand
On fait classiquement la distinction entre la notion de métaphonie (Umlaut) et de tréma, qui ont des fonctions et des origines différentes. L'ancien allemand était écrit avec l'alphabet gothique. À l'origine, le signe métaphonique était un e gothique placé au-dessus de la lettre ayant subi la métaphonie. Ce e gothique a été ensuite simplifié en une sorte de double accent aigu. Puis, le passage à l'alphabet latin, l'imprimerie et la disparition de la notion de tréma en allemand standard ont conjointement conduit au remplacement de ce double accent aigu par un double point, confondu avec le tréma français. Il n'y a donc qu'un seul graphème ö sur les claviers d'ordinateurs. Dans l'écriture manuscrite, il n'est pas rare de voir le signe traditionnel remplacé par des doubles points ou des doubles ronds.
La ligature œ n'est pas utilisée en allemand moderne (hormis quelques mots empruntés du français: Œuvre utilisé dans le sens « ensemble de la production », Cœur comme un nombre d'une enseigne des cartes à jouer). Elle est cependant utilisée dans les textes en moyen haut-allemand. Le graphème œ représente alors le phonème [øː] long, le graphème ö, le phonème [œ] bref. Quand le français utilise la ligature œ pour transcrire classiquement des mots d'emprunts au grec, l'allemand moderne utilise la lettre ö : [ø] comme dans Ösophagus ([øˈzoːfaɡʊs] ) et [œ] comme dans Östrogene ([œstʁoˈɡeːnə] ). L'allemand transcrit aussi parfois les mots empruntés au grec avec le graphème e (voire oe), c'est pourquoi on trouve fréquemment les graphies Oesophagus ou Estrogene. Les mots d'emprunts au latin sont aussi écrits avec un ö, par exemple, föderal ([fødeˈʁaːl] ). En allemand le mot Fetus de fetus a comme en français subi une hypercorrection car il est souvent mal transcrit Fötus. Rares sont ceux qui prononcent le mot Fetus.
Le digramme oe est toléré quand le graphème ö n'est pas disponible, par exemple dans l’édition, par absence de la touche correspondante sur un clavier informatique, ou bien dans les mots croisés. Ainsi, on écrira Gaeste au lieu de Gäste, Wueste au lieu de Wüste ou bien hoeren au lieu de hören. Ce digramme est cependant à éviter parce que son utilisation provoque des cacographies : le oe de certains mots correctement écrits comme soeben ([zoˈeːbn̩] ), Poet ([poˈeːt] ), ou poetisch ([poˈeːtɪʃ] ), n’est pas une métaphonie et se prononce [oˈeː] ou [oˈʔeː], c'est-à-dire se prononce en deux syllabes différentes, la première avec [o] et la seconde avec [eː]. À l’inverse, la graphie de certains noms, en particulier de certains noms de famille, est invariable.
Cette utilisation du « e » est courante lors des transcriptions des mots en alsacien. Par exemple, la flammekueche, le baeckeoffe ou le château du Haut-Koenigsbourg proviennent respectivement de l'allemand flammeküche, bäckeoffe et Hoh Königsburg. La tendance de la ligature est mitigée en Alsace : les noms plus locaux (comme le nom de famille « Goerger ») tendent à dissocier les deux lettres, vraisemblablement pour la cohérence : la ligature « æ » est très rare en français (parfois utilisée pour des locutions latines comme « ex æquo »), et la ligature « ᵫ » n'est pas employée en français.

### Alphabet phonétique international
Le caractère œ représente dans l’alphabet phonétique international la voyelle moyenne inférieure antérieure arrondie, et ɶ la voyelle basse antérieure arrondie.

## Représentation informatique et obtention
Malgré sa nécessité dans l’orthographe du français, le caractère ‹ œ/Œ › a par le passé souffert d’une mauvaise prise en charge informatique, qui se traduit encore aujourd’hui par la difficulté de le saisir.
En fonction des systèmes d’exploitation, des dispositions de clavier et des programmes, il peut être obtenu soit directement par le clavier, soit par une méthode de saisie, soit par un code tapé sur le pavé numérique, soit encore par correction automatique.
Les dispositions de clavier AZERTY et QWERTZ fournies par Windows ne comportent pas le caractère ‹ œ/Œ ›. Les dispositions francophones plus complètes — notamment les divers AZERTY étendus disponibles sous Linux/Xorg ou installables sous Windows, l’AZERTY de Mac, l’AZERTY AFNOR, le QWERTY canadien multilingue ou le BÉPO — permettent de le saisir, en général via la combinaison de touches Alt Gr + o (ou Ctrl droite + e sur le clavier canadien multilingue). En 2024, le clavier canadien multilingue reste la seule disposition pré-installée dans Windows qui permette de saisir ‹ œ/Œ › sans passer par un code numérique.
À défault, la seule façon de saisir ‹ œ/Œ › dans Windows est d’employer un code numérique avec la touche Alt (voir le tableau ci-dessous).
|                                                    | Œ                            | œ                            |
| Jeux de caractères                                 | Jeux de caractères           | Jeux de caractères           |
| -------------------------------------------------- | ---------------------------- | ---------------------------- |
| ISO 6937                                           | 234 (0xEA)                   | 250 (0xFA)                   |
| ISO/CEI 8859-15 (« latin-9 »)                      | 188 (0xBC)                   | 189 (0xBD)                   |
| Windows-1252                                       | 140 (0x8C)                   | 156 (0x9C)                   |
| Unicode                                            | U+0152                       | U+0153                       |
| ↳ UTF-8                                            | 0xC5 0x92                    | 0xC5 0x93                    |
| Langages informatiques                             |                              |                              |
| HTML                                               | &OElig;                      | &oelig;                      |
| XML ou SGML                                        | &#x152; ou &#338;            | &#x153; ou &#339;            |
| LaTeX                                              | \OE{}                        | \oe{}                        |
| Claviers                                           |                              |                              |
| BÉPO                                               | Maj + AltGr + o              | AltGr + o                    |
| divers AZERTY étendus                              | Maj + AltGr + o              | AltGr + o                    |
| AZERTY normalisé AFNOR                             | Maj + AltGr + o              | AltGr + o                    |
| AZERTY sous Mac                                    | Maj + Option + o             | Option + o                   |
| QWERTY canadien multilingue (Windows)              | Maj + Ctrl droite + e        | Ctrl droite + e              |
| QWERTY canadien multilingue (Mac)[réf. nécessaire] | Maj + Alt + q                | Alt + q                      |
| code de composition (Linux/Xorg et apparentés)     | Compose puis O puis E        | Compose puis o puis e        |
| code Alt (Windows)                                 | Alt+(0 puis 1 puis 4 puis 0) | Alt+(0 puis 1 puis 5 puis 6) |
| Raccourcis claviers de certains logiciels          |                              |                              |
| Microsoft Word                                     | Ctrl + & puis O              | Ctrl + & puis o              |

### Historique
Alors que sur les machines à écrire mécaniques l’e-dans-l’o pouvait être obtenu grâce au demi-retour arrière, l’informatique tarde longtemps à le prendre en charge. Aucune variante nationale d’ISO 646, norme de codage employée dans les années 1970 et 1980, n’a de place pour lui, alors même que ‹ Æ/æ › se trouve dans les variantes danoise et norvégienne de cette norme.
ISO/CEI 6937, publié en 1983, est le premier jeu de caractères normalisé par l’ISO qui contienne ‹ Œ/œ ›. Cependant cette norme a très peu de succès.
Trois ans plus tard, ‹ Œ/œ › est écarté de la norme ISO/CEI 8859-1 dite « Latin-1 », destinée à supplanter pléthore de standards nationaux pour les principales langues d’Europe de l’Ouest. Cette norme, qui inclut pourtant ‹ Æ/æ › (pour les langues scandinaves), préfère attribuer incongrûment à des symboles mathématiques (‹ × › et ‹ ÷ ›) les deux places prévues pour ‹ Œ/œ ›. À l’heure où l’informatique personnelle est en plein essor, la norme « Latin-1 » connait une large adoption, qui consacre la précarité du codage de l’e-dans-l’o et, par conséquent, son absence des claviers.
En 1990, le codage de polices T1 (en) du système de typographie TeX, reprenant le contenu alphabétique de « Latin-1 » et « Latin-2 », juge nécessaires les caractères ‹ Œ/œ › et les inclut donc aux positions qui leur étaient initialement dévolues dans « Latin-1 ». Il est alors possible de composer avec TeX des documents qui affichent l’e-dans-l’o — toutefois cette lettre ne peut pas être copiée-collée depuis un document mis en forme vers un autre logiciel, puisqu’elle reste absente des codages d’usage général.
À partir de 1992, les systèmes d’exploitation de Microsoft (Windows 3.1 et successeurs) utilisent pour les pays occidentaux un codage nommé Windows-1252, une extension de « Latin-1 » qui y ajoute divers caractères manquants, dont ‹ Œ/œ ›. En raison de sa compatibilité avec « Latin-1 » et de la prééminence des systèmes Windows, ce codage devient répandu sur l’Internet naissant.
À la même époque (depuis 1989), les ordinateurs Macintosh emploient eux aussi leur propre codage, nommé MacRoman, très différent de « Latin-1 », et qui comporte ‹ œ/Œ ›.
Cependant, ni Windows-1252 ni MacRoman ne sont définis par un organisme de normalisation.
Du point de vue des normes internationales, l’omission de ‹ Œ/œ › est finalement corrigée en 1998, à l’occasion de la création du symbole de l’euro ‹ € › : une nouvelle norme ISO/CEI 8859-15 dite « Latin-9 » révise « Latin-1 » pour lui ajouter, entre autres, les trois caractères manquants pour le français (‹ Œ, œ, Ÿ ›), à la place de caractères mathématiques peu usités (respectivement ‹ ¼, ½, ¾ ›).
Cette nouvelle norme connait une certaine adoption, surtout sous les systèmes Linux, mais la concurrence avec « Latin-1 » et Windows-1252 est source de problèmes.
En parallèle de ces codages sur 8 bits, à partir du début des années 1990 est développé le standard Unicode (norme ISO/CEI 10646), qui vise l’universalité. Celui-ci inclut donc ‹ Œ/œ › dès sa première version en 1990 ; les 256 premiers points de code du répertoire Unicode étant calqués sur « Latin-1 », l’e-dans-l’o se trouve à une position supérieure, dans un bloc dénommé « Latin étendu A » (construit en reprenant les caractères du jeu ISO/CEI 6937, entre autres). Unicode est progressivement adopté au début du XXIe siècle ; dans les années 2020, il a supplanté quasi-complètement les autres codages, du moins sur Internet.
Malgré sa présence dans Unicode et la désormais ferme implantation de ce dernier, l’e-dans-l’o reste absent de presque tous les claviers vendus dans le commerce dans les années 2020, en particulier les claviers AZERTY pourtant destinés aux pays francophones.